# セッラ・サン・クイーリコ
セッラ・サン・クイーリコ（伊: Serra San Quirico）は、イタリア共和国マルケ州アンコーナ県にある、人口約2,500人の基礎自治体（コムーネ）。

## 地理

### 位置・広がり
アンコーナ県のコムーネ。県都・州都アンコーナから西南西へ45kmの距離にある。

#### 隣接コムーネ
隣接するコムーネは以下の通り。括弧内のMCはマチェラータ県所属を示す。
- アピーロ (MC)
- アルチェーヴィア
- クプラモンターナ
- ファブリアーノ
- ジェンガ
- メルゴ
- ポッジョ・サン・ヴィチーノ (MC)

### 気候分類・地震分類
セッラ・サン・クイーリコにおけるイタリアの気候分類 (it) および度日は、zona D, 2040 GGである。
また、イタリアの地震リスク階級 (it) では、zona 2 (sismicità media) に分類される。

## 行政

### 分離集落
セッラ・サン・クイーリコには、以下の分離集落（フラツィオーネ）がある。
- Sasso, Castellaro, Domo